# Čilpah
 Srednja nadmorska višina: 460m, na Čilpahu, čilpaški, Čilpašani.
- Leto/število prebivalcev: 1869/63, 1900/85, 1931/72, 1961/86, 1991/39, 2002/37
- Kulturna dediščina: Kotnikova domačija

Razloženo naselje v Raduljskem hribovju leži na vinorodnem pobočju, ki se dviga nad dolino gornjega toka reke Radulje. H kraju spadajo zaselki Sela, Bitovska Gora in Zaritnik. Med vinogradi so številne zidanice. Pridelujejo večinoma cviček. V Čilpahu lahko najdemo profano stavbno dediščino – Kotnikovo domačijo. Domačijo uvrščajo v drugo polovico 19. stoletja oz. v prvo četrtino 20. stoletja (1913). Gručasti tip domačije obsega delno podkleteno hišo z letnico 1913, iz kamna zidan hlev s podom, lesen svinjak, kozolec na kozla (cviter) s tremi pari oken, kapelico slopastega tipa, vodnjak in drvarnico. Domačija se nahaja na lokaciji Čilpah 13, stoji ob cesti, v vinogradniškem delu Bitovske gore v severozahodnem delu razloženega naselja (vir:http://fjz1.web.siol.com/Rkd_212/Opis.asp?Esd=25914%5B%5D).
Preko Čilpaha poteka tudi znana Urbanova pohodna pot. V pogovoru z gospo Frančiško Korošec (rojeno Daničič) smo se podali v zgodovino naselja Čilpah. Svojo mladost je preživela na tem območju na takratni hišni številki 16. Tu pa tam ji je kdo dal cent. V šolo so hodili peš in za to so potrebovali slabo uro (lahko tudi več, če so se otroci na poti zamotili z igro in vragolijami). Doma so imeli manjšo kmetijo, ukvarjali so se s poljedelstvom. Na območju Čilpaha so bile le manjše kmetije, ljudje so se pretežno ukvarjali tudi z vinogradništvom. Ker je bila pridna učenka, se je nato izšolala za kuharico, in sicer v Stični. Šolanja ni mogla nadaljevati, ker se je leta 1941 na tem območju začela zadrževati ojska. Ti časi so bili precej boleči, ljudje so morali biti previdni. Veliko časa je preživela tudi pri svoji stari mami v Gorenjem Zabukovju, kjer so imeli večjo kmetijo in potrebovali so njeno pomoč.
- Prebivalstvo:
  - 59 (2024)
- Nadmorska višina:
  - 434 m
- Površina:
  - 104 ha

Čilpah je naselje v Občini Mokronog - Trebelno.